# 伏兔穴
伏兔穴是属于足陽明胃經的腧穴。

## 定位
在大腿外前側，當髂前上棘與髕骨外上緣的連線上，距髕骨外上緣6寸。

## 主治
下肢疼痛、疝氣、腹脹等。

## 操作
直刺1～2寸；可灸。